# Trzebielino (gmina)
Trzebielino est une gmina rurale du powiat de Bytów, Poméranie, dans le nord de la Pologne. Son siège est le village de Trzebielino, qui se situe environ 28 km à l'ouest de Bytów et 103 km à l'ouest de la capitale régionale Gdańsk.
La gmina couvre une superficie de 225,45 km2 pour une population de 3 716 habitants.

## Géographie
La gmina inclut les villages de Bąkowo, Bożanka, Broczyna, Cetyń, Ciemnica, Czarnkowo, Dolno, Dretyniec, Glewnik, Grądki Dolne, Gumieniec, Kleszczewo, Miszewo, Moczydło, Myślimierz, Objezierze, Owczary, Poborowo, Popielewo, Radaczewo, Starkówko, Starkowo, Suchorze, Szczyciec, Toczek, Trzebielino, Uliszkowice, Wargoszewo, Zielin et Zielin Górny.
La gmina borde les gminy de Dębnica Kaszubska, Kępice, Kobylnica, Kołczygłowy et Miastko.